# Oliver Ojakäär
Oliver Ojakäär (Tartu, 10 de febrero de 2005), conocido deportivamente como Oliver Ojakaar es un tenista estonio. Representa a Estonia en Copa Davis.
Su mejor ubicación en el ranking ATP en singles es el puesto 869.° obtenido el 18 de marzo de 2024; en dobles es el 1178.° logrado el 9 de diciembre de 2024.

## Carrera

### Circuito júnior
En 2023 ganó el US Open en la modalidad de dobles, formando dupla con el sueco Max Dahlin. Ambos vencieron en la final a la pareja conformada por el italiano Federico Bondioli y el austríaco Joel Schwärzler.

### 2024
En febrero de 2024 llegó a su primera final como profesional a nivel ITF, en el M15 Sharm El Sheikh, en Egipto, cayendo ante el checo Marek Gengel.

## Copa Davis
Ha sido nominado 4 veces, jugando 3 partidos, todos en sigles, con 3 victorias, teniendo así un record de 3-0 en la competición.
- Debut: marzo de 2024 contra Irán, victoria ante Sina Moghimi por 6-3, 6-1.

## Títulos Grand Slam Junior (1: 0+1)
| Año  | Torneo  | Superficie | Pareja     | Oponentes en la final             | Resultado        |
| 2023 | US Open | Dura       | Max Dahlin | Joel Schwärzler Federico Bondioli | 3-6, 6-3, [11-9] |